# ぽっかぽか
『ぽっかぽか』は、深見じゅんによる日本の漫画作品。また、これを原作にした同名のテレビドラマ作品。『YOU』（集英社）において連載された。
平凡なサラリーマン夫婦と幼い娘の3人家族を主人公とした、ホームコメディ。

## 漫画
集英社の漫画雑誌『YOU』において1987年より2015年4月号まで不定期連載されていた。単行本は全19巻＋新ぽっかぽか名義で全3巻、文庫版が全15巻。
自然あふれる郊外のベッドタウンで暮らす、田所一家3人の日常生活とその周囲で起こる出来事を、結婚・出産・育児（主に児童虐待）・不妊など夫婦間で起こる様々な問題と絡めて描いている。悩みや問題を抱えるのは主に麻美のママ友で若い夫婦間の問題が多く、エピソードも大部分が麻美中心に描かれるが、時としてリストラや熟年離婚など慶彦の会社での人間関係が主体となる場合もある。また、麻美や慶彦が中心になり悩みや問題にぶつかるエピソードや、幼いあすか視点の絵本的・詩的タッチのエピソードもある。

## テレビドラマ
TBS系列で昼ドラマの「花王 愛の劇場」において3回にわたってテレビドラマ化された。
- ぽっかぽか（1994年6月 - 7月、全30話）
- ぽっかぽか2（1995年9月 - 10月、全40話）
- ぽっかぽか3（1996年12月 - 1997年2月、全45話）

TBSチャンネル2で2013年8月12日 - 18日に各シリーズの全話が集中放送された。
BS-TBSの奥さま劇場で2017年2月28日から5月17日まで再放送された。

### 登場人物
役名:テレビドラマでの俳優の順に記載。なお、テレビドラマと原作では登場人物の扱いがだいぶ異なることがあり、ここではテレビドラマに準拠する。
田所麻美（たどころ あさみ）：七瀬なつみ
田所家の主婦で、本作の主人公。11月21日生まれ。朝寝坊で昼寝好きの所謂ぐうたら主婦。慶彦からは「麻美」、あすかからは「はは」、近所の人たちからは「田所さん」または「麻美さん」と呼ばれる。独身時代はアパレル業界に勤務。趣味は作詞・作曲。好物はおでん。喫煙者であるが、家族には知られていない。
田所慶彦（たどころ よしひこ）：羽場裕一
麻美の夫で、1963年6月8日生まれ。田村精密機械・営業部勤務。麻美からは「慶彦」、あすかからは「ちち」と呼ばれる。麻美とはお見合い結婚。お見合いの際、自分の真似をして噴水で顔を洗って見せたときに、麻美に惚れたようである。
プロポーズのきっかけは、デートで出かけた静岡で食べたバナナサンデー。おおらかな性格の一方、あすかの度が過ぎた行動を厳しく叱る時も多い。それ以外にも頑固な一面も持つ。好物はカレイの煮付け。
田所あすか：上脇結友
田所家の長女で、幼稚園児。8月18日生まれ。慶彦を「ちち」、麻美を「はは」と呼ぶ。ぽっかぽか3の時点で年長。ショートカットにズボンというスタイルのため、度々男の子に間違えられる。好物はきんぴら。原作ではほとんどのセリフが平仮名で占められることが大半である。
中村篤志：山田雅人
田村精密機械の社員で、慶彦とは大学時代からの親友。出身は大阪で、ぽっかぽか3最終話で、大阪支社に営業課長として栄転する。
中村洋子：宮田早苗
中村の妻。中村とは大恋愛の末に学生結婚する。
中村隆志：阿部大和
中村家の長男。高校受験で無事に第一志望に合格するも、父の転勤により、一家で大阪へ転居することを決断する。
中村さおり：高橋彩佳
中村家の長女で、双子の姉。
中村あゆみ：高橋修美
中村家の次女で、双子の妹。
鶴見幸子：栗田よう子
田所家の隣りに住む主婦。登場初期は物言いが厳しい女性で、眉間に刻まれたシワがトレードマークだった。そのため近所の子供たちからは「ベラ」とあだ名されていた。近所付き合いを極端に嫌っていたが、麻美との出会いをきっかけに、徐々に近所付き合いをするようになる。自身が不妊症であることを夫に隠し、一人悩んでいたが、ぽっかぽか2ではそれを治療し、妊娠・出産する。
鶴見修一：山口仁
幸子の夫。気の強い妻に比べ、おとなしくあまり目立たない。好物はコーヒー。幸子が不妊症であることに気づいていたが、その優しさ故に何も言わなかった。
鶴見あさみ：山口美香→海老沢彩
鶴見家の長女。初めて話した言葉は「ばば」（あすか談）。
真田佳子：長野里美
田所家の近所に住むやや世間知らずの主婦。夫が浮気していると勘違いし、自分も浮気しようとするなど、人騒がせな面を持つ。
真田圭一郎：高山成夫
佳子の夫。
真田愛：今井真奈美
真田家の長女で、あすかの同級生。さばさばした性格。一人称は「おれ」であったが、小学校受験を控え、「わたし」に改め、無事に合格する。
八木文江：松田美由紀
田所家の向かいに住むしっかり者の主婦。夫の単身赴任中、義両親と息子の面倒を見る。重雄からは「文江」、それ以外の人たちからは「文江さん」と呼ばれている。
八木重雄：菅原大吉
文江の夫。福岡へ単身赴任をしていたが、ぽっかぽか3で、今度はジャカルタへの転勤を命ぜられ退職。その後は、父が経営する喫茶店で働く。
八木重信：奥村公延
重雄の父で、文江の義父(舅)。本職は大工だが、ぽっかぽか2で喫茶「しげちゃん」を開店し、マスターになる。近所の人たちからは「しげちゃん」と呼ばれる。ここぞという時に効果的なアドバイスをする。
八木タカ：杉山とく子
重信の妻で、文江の義母(姑)。はっきり物をいう性格。若い頃は重信を一目ぼれさせるほどの美人だったらしいが、麻美に「実は自分が先に好きになっていた」ことを明かす。
八木まさお：中村翼
八木家の長男で、あすかの同級生。
八木ゆきみ：林葉子→山藤咲
八木家の長女で、まさおの妹。
桜庭香織：渋谷琴乃
ぽっかぽか2から登場。八木家が喫茶店開店のため引っ越した家に引っ越してきた若い主婦。近所の人々と仲良くなりたい一心で取った行動が、お金で人を釣ろうとしていると誤解されたり、幼い娘の世話を夫や実母に任せきりにして自身は友人達と遅くまで遊び呆けるなどの自由気ままが過ぎる面が災いして、当初は三好や鶴見からは快く思われていなかった。
桜庭賢也：角田英介
香織の夫。結婚前はイタリアンの店で働いていたが、結婚を機に香織の父が経営する惣菜店で働く。他人に人一倍気を遣う性格も手伝って、妻の香織や義母の菊枝に遠慮しながら暮らしていた。
桜庭茜：北村ちあき→新井怜愛
桜庭家の長女。
花島(植村)菊枝：田島令子
桜庭家に同居する香織の母。夫(香織の父)は既に他界。ぽっかぽか2で植村から求婚され、再婚する。それ以後は植村家で暮らす。
植村敏夫：寺田農
菊枝の夫で、運送会社の社長。菊枝とは社交ダンスサークルで知り合う。
三好敏子：銀粉蝶
田所家が住む町の町会長。主婦たちの中では年長で、皆から「三好さん」と呼ばれる。ぽっかぽか2で息子がたぶらかされたと勘違いして、麻美を仲間はずれにししばらく疎遠となるが、後に謝罪し和解する。
三好武：柏原崇
敏子の息子。ぽっかぽか2で、麻美に恋心を抱き告白。失恋するも、一度だけの約束でデートを果たす。
江崎美里：篠崎はるく
ぽっかぽか1で登場する近所の主婦。
久次米秀美：柳岡香里
ぽっかぽか2で登場する近所の主婦。
宮間園：佐々木すみ江
自身の畑で作った野菜を、安価で無人販売している老女。環境の良い田舎暮らしを満喫していたが、東京に住む息子家族と一緒に暮らすことを決意し、引っ越す。その後も麻美を本当の「娘」のように気にかけている。
宮間健吾：阿南健治
園の息子。
宮間春子：宮地雅子
健吾の妻。
宮間よう子：山崎耀子
宮間家の娘で、園の孫。おばあちゃんである園が大好き。
魚政：山崎邦正(現・月亭方正)
軽トラックで移動販売をしている魚屋。世話好きで関西弁を話す。麻美に気があったようだが、麻美本人は全く気づいていない。
山根一郎：田山涼成
田村精密機械・営業部の課長で、慶彦たちの直属の上司。ぽっかぽか2で早期退職し、その後は移動図書館を運営する。
斉藤信雄：桂嶋こうき
田村精密機械の社員で、慶彦たちの後輩。蕎麦屋のたまちゃんとの結婚を機に退職。ぽっかぽか3では蕎麦屋の出前持ちとして登場する。
小島昌之：渡辺航
田村精密機械の社員。慶彦たちの後輩で、斉藤とは同期。「結婚に価値はない」と思っていた。
河合美香：及森玲子
田村精密機械の新入社員。美人。ぽっかぽか1では、新人研修の一環として慶彦の指導下に入るも、当初は慶彦を頼りない先輩と思い、敬遠していた。しかし、得意先のセクハラからかばってもらったことをきっかけに恋心を抱く。健康保険証を家に忘れた慶彦の代わりに保険証を取りに行き、麻美に自分の思いを伝えるも、敵わないと感じ諦める。ぽっかぽか3で漆原と相思相愛になり、最終話でロサンゼルス転勤を機に婚約する。
漆原茂：甲本雅裕
ぽっかぽか3から登場する田村精密機械の社員。慶彦たちの後輩で、斉藤、小島とは同期。最終話で、美香と婚約する。
白川小百合：円城寺あや
ぽっかぽか2から登場する田村精密機械の社員。神奈川支社から転勤して来る山根の後任の課長で、慶彦、中村とは同期。ぽっかぽか3で妊娠が発覚する。
白川保：高木豊
小百合の夫。無口だがどっしり落ち着いた亭主。
甚兵衛の大将：沢田遊吾
ぽっかぽか1で慶彦たちが通う居酒屋の主人。
辰巳徳造：綾田俊樹
ぽっかぽか2から登場する慶彦たちが常連の蕎麦屋の主人。珠子の父。
辰巳（斉藤）珠子：池田奈津美、吉瀬美智子
蕎麦屋の娘で、出前担当。通称は「たまちゃん」。出前の途中で倒れ、斉藤に助けられたことをきっかけに相思相愛となり、後に結婚する。結婚後も夫婦仲は良好。
かすみ：金久美子
ぽっかぽか2から登場する慶彦たちが会社帰りに通う「かすみ」の女将。浩三の浮気が原因で離婚するも、浩三と再婚する。小百合の妊娠にいち早く気づいた。
佐々木浩三：山田辰夫
かすみの元夫であり、かつ再婚相手。
佐々木真理子：五十嵐瑞穂
佐々木家の長女。あすかより１つ年上。ドールハウスなど、女の子らしい遊びが好き。お正月に両親が二人きりで復縁旅行に行った際、田所家に預けられた。当初はあすかとけんかばかりしていたが、帰る頃には大の仲良しになる。
園長先生：角替和枝
あすかたちが通う「あおぞら幼稚園」の園長。
竹下先生：福沢まりえ
あすかたちが通う「あおぞら幼稚園」の担任の先生。池田に片思いをし、思いが適い結婚する。
池田まこと：大高洋夫
童話作家。妻を亡くしふさいでいたが、竹下に励まされて立ち直る。その後竹下と再婚した。
池田たくま：柏山剛毅
あすかたちの同級生で、池田の長男。
峰岸一：田中哲司
峰岸工務店の長男。慶彦が一の父からお見合い写真を預かり麻美が話を持ちかけた竹下先生とお見合いをする。当日池田を思う竹下先生による発言により白紙となるが、これまで父の進める縁談は全て断っており、今回も始めから断る事を決めての対面だった。(ぽっかぽか3)
峰岸社長：平野稔
峰岸工務店の社長。(ぽっかぽか3)
今西健太：下村洋平
ぽっかぽか2で登場するあすかたちの同級生。両親の離婚で、母親の実家がある沖縄へ引っ越す。あすかの初恋の相手のように描かれる。
岡野美鈴：深浦加奈子
慶彦の姉。
岡野和広：朱源実
美鈴の夫で、慶彦の義兄。
小沢澄江：岩本多代
麻美の母。
小沢浩一：小林隆
麻美の父。
小沢浩行：小林隆(二役)
麻美の兄。
小沢美佐子：眞山典子
浩行の妻で、麻美の義姉。
田口智子：杉山亜矢子
麻美の親友。あすかにクマのぬいぐるみ「くんちゃん」をプレゼントし、あすかから「くんちゃんのはは」と呼ばれる。原作よりもテレビドラマ版の出番が少ない
白井友貴子：鍵本景子
麻美の友人。
福田修子：野村ちこ
麻美の友人。
岡崎里美：溝口直子
麻美の友人。
国方みさ：加倉井えり
麻美の友人で、リカの母親。
国方リカ：坂本衣里
みさの娘。
鮫島専務：北村総一朗
田村精密機械の取引先の専務。娘の結婚に大反対していたが、結婚式で泣く。
鮫島由佳：小栗かおり
鮫島の一人娘で、父親に結婚を猛反対され憤慨する。
鮫島由佳の恋人：梶原善
由佳の結婚相手。
大河内誠：有福正志
文江のパート先で、文江が辞めた後に麻美が繋ぎで働くことになる「東野原不動産」の社長。子持ちのバツイチ。まち子に求婚する。
前川まち子：香坂みゆき
麻美が働いた時に世話になる「東野原不動産」の社員。仕事面ではしっかりしているが、育児などに不安を感じており、子持ちの大河内との交際に踏み切れないでいる。あすかを遊園地へ連れて行き、一日限りの母親代わりをしたことで、勇気をもらう。
横川伸介：吉満涼太
東野原不動産の社員。
野中香：春木みさよ
東野原不動産の社員。
鷺沢エミ：高山理衣
武の交際相手。
居酒屋に居合わせた客：中山秀征、中村ゆう子
雪女さん：白島靖代
全身白ずくめの姿が雪女にそっくりだったため、あすかからこう呼ばれた。実際は普通の女性で、一人娘を亡くしたために自殺しようとしていた。死ぬ勇気を得るためにあすかを誘拐、「雪女さんは悪い人」とあすかに言うが、「さみしい人は、あったかくなればいい人になります」と言われて生きる勇気を得た。

### スタッフ
- 原作 - 深見じゅん
- 脚本 - 中谷まゆみ
- 演出 - 国本雅広、吉田使憲、日名子雅彦、岡島明
- 音楽プロデューサー - 向井達也
- プロデューサー - 鈴木聡、加藤浩丈（加藤→第1シリーズのみ）
- 技術協力 - フォーチュン
- 照明協力 - ロケット
- 美術協力 - アックス、エス・ピー・ディー明治(大道具)、東京美工(装飾)、京阪商会(持道具)
- スタジオ - 緑山スタジオ・シティ
- 製作 - TBS、キティ・フィルム（第1シリーズ）、ケイファクトリー（第2・3シリーズ）

### 主題歌
- ぽっかぽか - 「しあわせまだかい」
- ぽっかぽか2 - 「しあわせまだかい 〜Remix〜」
- ぽっかぽか3 - 「しあわせまだかい 〜New Remix〜」

作詞：並河祥太／作曲：楠瀬誠志郎／編曲：楠瀬誠志郎・武部聡志／唄：楠瀬誠志郎

### 挿入歌
- 「ぽっかぽかのおしり」

作詞：深見じゅん／作曲：楠瀬誠志郎／唄：ちち、はは、あすか

### 放送日程

#### 第1シリーズ
| 各話   | 放送日                | エピソードタイトル                | 演出       |
| ------ | --------------------- | --------------------------------- | ---------- |
| 第1週  | 1994年 6月13日 - 17日 | 青い雨が降るおうち                | 国本雅広   |
| 第2週  | 6月20日 - 24日        | ちちとははのなかなおり            | 国本雅広   |
| 第3週  | 6月27日 - 7月1日      | できてるって何ですか？            | 吉田使憲   |
| 第4週  | 7月4日 - 8日          | 働くははも素敵です                | 日名子雅彦 |
| 第5週  | 7月11日 - 15日        | さあ みんなで、ごはんにしましょう | 吉田使憲   |
| 最終週 | 7月18日 - 22日        | かなった夢は一つだけ              | 日名子雅彦 |